# Églomisé

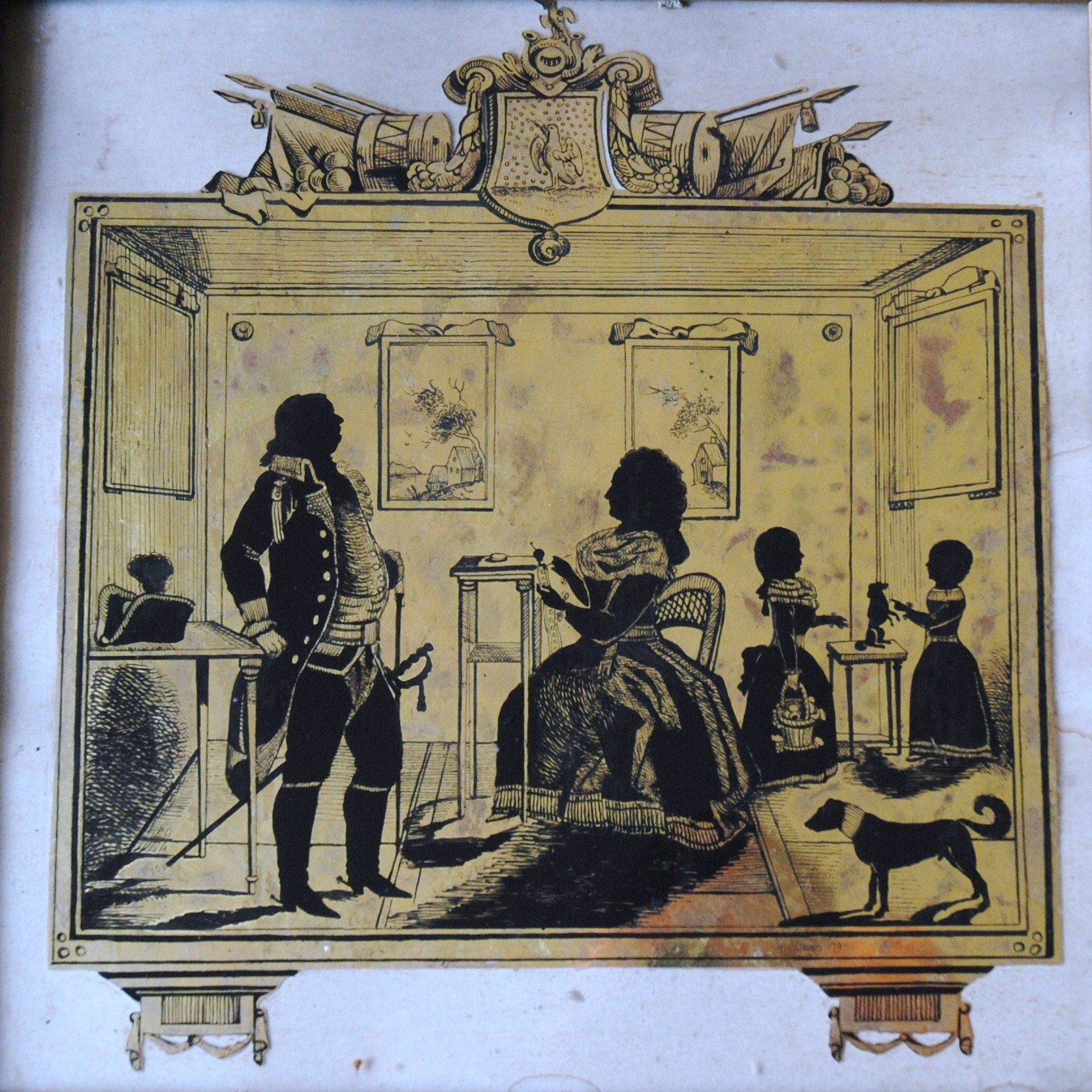
Églomisé: Conrad Ebinger von der Burg mit Familie, Ende 18. Jh.

Églomisé (französisch: Verre églomisé, eglomisiertes Glas, it: agglomizzato), auch Glasradierung, Goldradierung, Hinterglasradierung genannt, ist eine spezielle Variante der Hinterglasmalerei, bei der sowohl hinterlegte Blattgold- oder andere Metallfolien als auch Radiertechniken eingesetzt werden.

## Name
Die Bezeichnung, die 1825 von dem französischen Archäologen Carrand geprägt worden sein soll, geht auf den französischen Maler und Kunsthändler Jean-Baptiste Glomy (1711–1786) zurück, der im 18. Jahrhundert diese Technik bei der Hinterglaslegung und Rahmung von Graphiken anwandte, so dass ein Passepartouteffekt entstand.

## Techniken
Verschiedene Abläufe im Herstellungsprozess mit unterschiedlichen Effekten sind möglich:
- Die Glasfläche wird zunächst rückseitig mit Metallfolie (meist Blattgold) beklebt. In diese werden mit einer Radiernadel Linien oder Schraffuren gezeichnet oder es werden größere Flächen weggeschabt. Dann wird die ganze so bearbeitete Seite mit schwarzem (oder farbigem) Lack bedeckt, so dass von vorne betrachtet, die Zeichnung auf goldenem Grund erscheint.
- Die umgekehrte Schrittfolge beginnt mit einer meist schwarzen Lackierung der Glasrückseite, aus der Ornamente, Darstellungen oder Beschriftungen herausgekratzt werden, die dann mit glatter oder geknitteter Metallfolie (Blattgold, Silberfolie, Stanniol) hinterlegt oder hinterklebt werden. Hier erscheinen die freigelegten Linien und Flächen metallisch glänzend. Diese Technik wurde im 19. Jahrhundert für Schilder angewendet.

Beide Techniken können auch kombiniert werden, die Arbeitsweise ist dann mehrstufig.
- Zum Eglomisé hat man[3] auch die Objekte gerechnet, bei denen seitenrichtig bemalte Zinnfolie mit der Bildseite fest von hinten auf das Glas geheftet wird und so lange ihren frischen Glanz behält.

## Geschichte

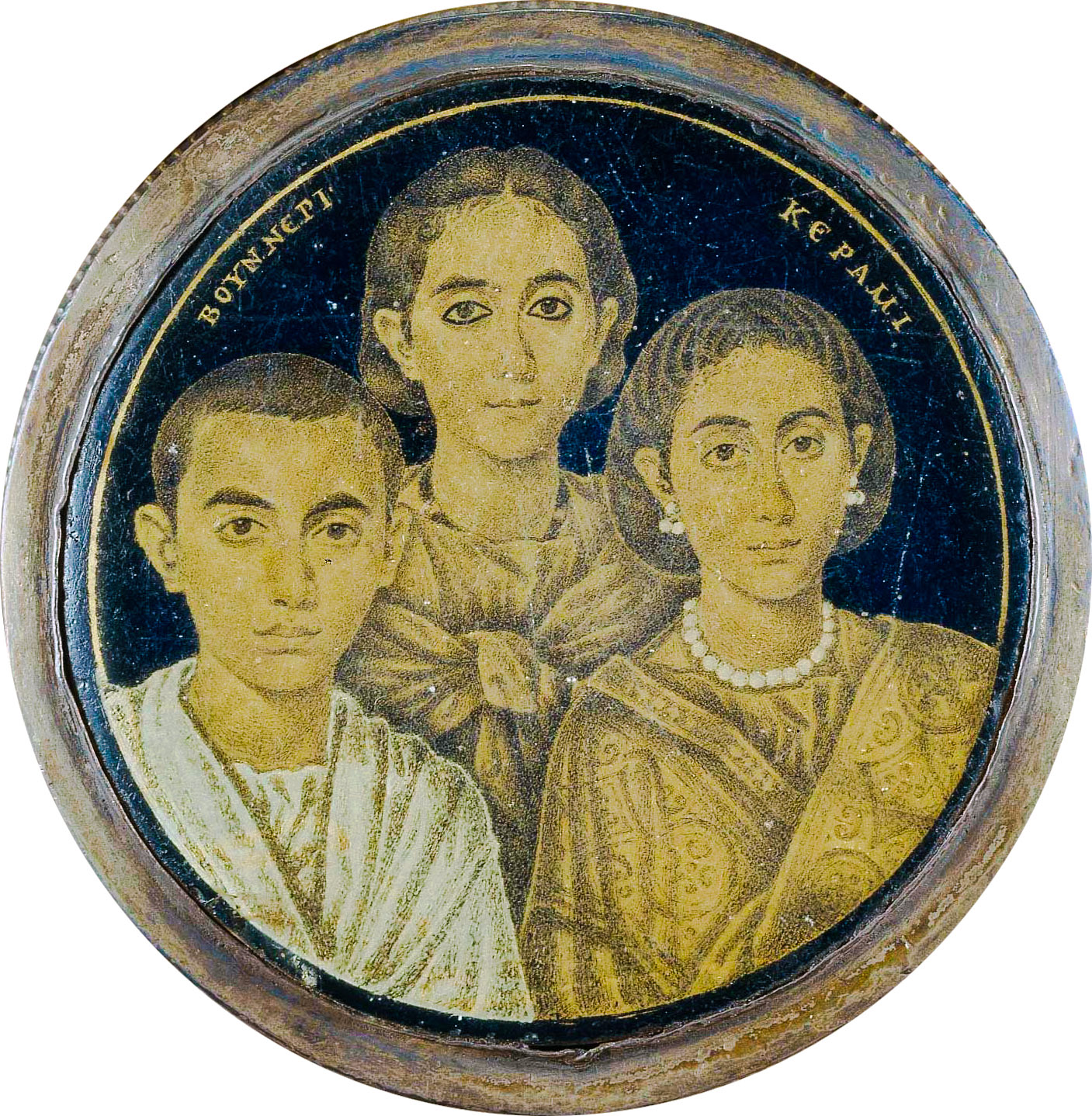
Goldglasboden mit einem Familienporträt, 3. Jh. n. Chr. (Brescia, Museo di Santa Giulia)

Einige seltene und frühe Beispiele sind schon mit Zwischengoldgläsern aus der Spätantike überliefert, wie dem berühmten Familienbild des Museums in Brescia. Im europäischen Mittelalter scheint die Kenntnis ähnlicher Techniken nicht verloren gegangen zu sein, denn Theophilus Presbyter beschreibt sie um 1110.
In Italien versieht Niccolò Pisano (1225–1278) die Kanzel im Dom von Siena mit Zierstreifen aus Églomisé, das sonst eher an kleineren liturgischen Geräten appliziert wird.
Cennino Cennini beschreibt im 172. Kapitel seines um 1400 verfassten Malereitraktats sehr genau die Technik der Goldradierung in Kombination mit farbiger Hinterglasmalerei.
Nur wenige Beispiele dieses empfindlichen Materials sind aus dem Mittelalter erhalten geblieben. Ein äußerst kostbares Beispiel aus dem Spätmittelalter ist die erst 2008 bekannt gewordene, Hans Wertinger zugeschriebene Hostienschale aus Freising. Dieses und die wenigen anderen Stücke der Zeit zeigen eine zunehmend farbige, weniger auf Goldradierung beruhende Hinterglasmalerei, doch ging die Technik im Glaserhandwerk auch im 17. Jahrhundert nicht ganz verloren.

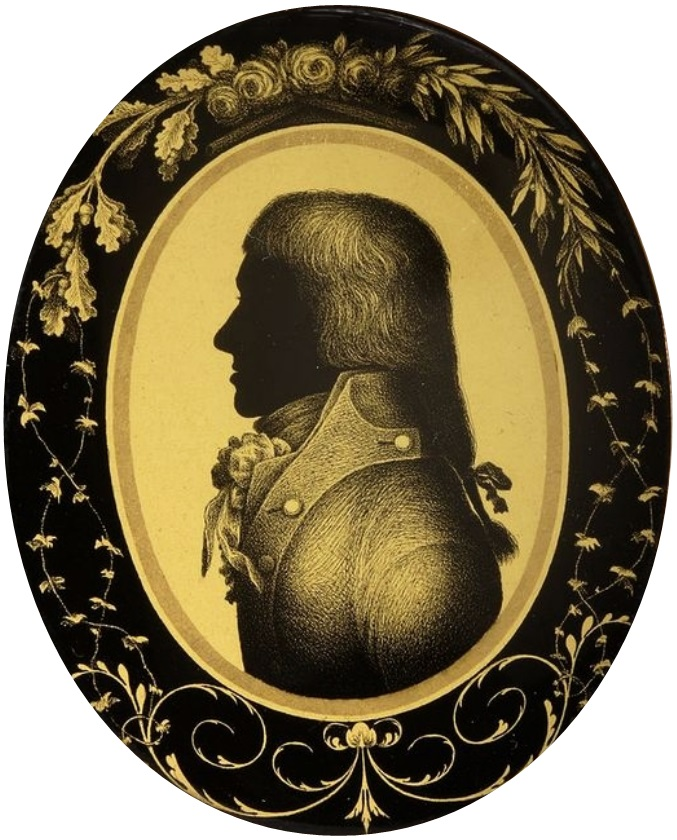
Silhouette eines jungen Mannes, Frankreich, um 1800

In der ersten Hälfte des 18. Jahrhunderts wurde die antike Technik der Zwischengoldgläser wieder aufgegriffen. Gegen Ende des Jahrhunderts, als der Klassizismus im Kunsthandwerk wieder zurückhaltender mit der Farbe umging, hatte sich auch die bildhafte Ausführung von Glasradierungen in Gold und Schwarz zu einer Mode entwickelt, die sowohl in hochspezialisierten Werkstätten Böhmens, Frankreichs, Italiens und Süddeutschlands  als auch von kunstfertigen Dilettanten geübt wurde. Silhouettierte Porträts in Schwarz vor goldenem Grund waren weit verbreitet wie auch miniaturhaft klein radierte Einlagen aus Eglomisé in Schmuckringen.
Im 19. und 20. Jahrhundert wurde das Verfahren gern für großflächige Firmen- und Ladenschilder verwendet, bei denen aus dem hinterlegten Lack Schriftzüge ausgeschabt und mit Metallfolie hinterlegt worden waren. Mit Hilfe von Sprühlack und Klebefolien, die vom Graphiker leichter auszuschneiden sind, wird noch heute ganz ähnlich verfahren, allerdings nur noch selten unter Einsatz der schwieriger zu handhabenden Metall- oder Blattgoldfolien. Der Begriff Eglomisé wird heute jedenfalls nur noch auf Erzeugnisse des Kunsthandwerks angewendet.

## Einzelnachweise

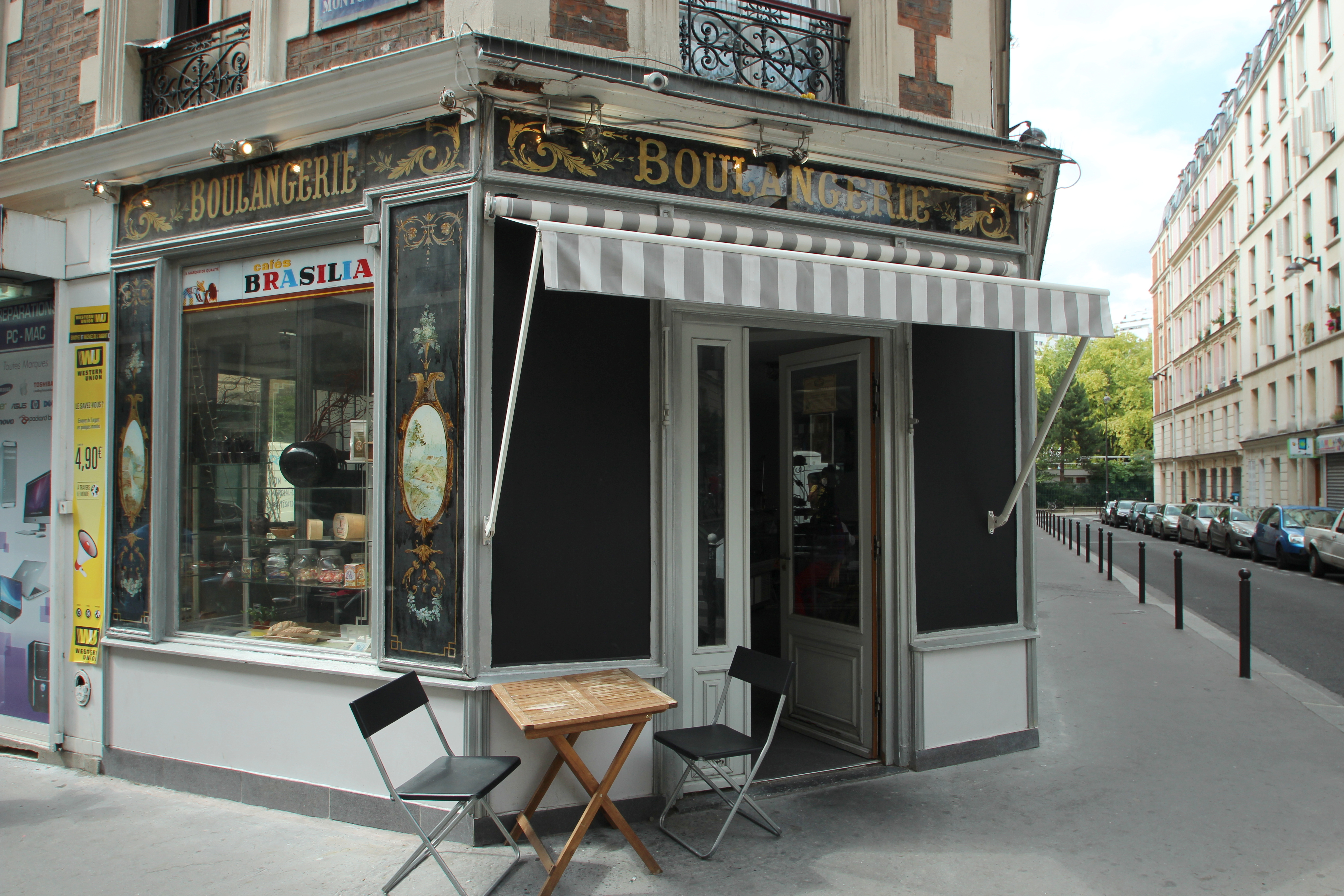
Bäckerei in Paris, 19 rue Montgallet, mit Ladenschildern in Églomisé-Technik